# Noel Redding
Noel David Redding (Folkestone, 25 dicembre 1945 – Clonakilty, 11 maggio 2003) è stato un bassista e chitarrista britannico, membro del trio musicale The Jimi Hendrix Experience.
Iniziò a suonare il violino all'età di 9 anni in seguito si avvicinò al mandolino, alla chitarra e infine al basso. Nel 1962, Redding entrò a far parte del gruppo The Burnettes, cambiando il nome successivamente in The Loving King: con questo gruppo realizzò tre singoli prima dello scioglimento avvenuto nel 1966.
In quello stesso anno ad un'audizione incontrò Chas Chandler che gli propose di suonare il basso in un gruppo che avrebbe dovuto nascere attorno ad un giovane chitarrista statunitense di nome Jimi Hendrix. Ai due si aggiunse il batterista Mitch Mitchell. Nel mese di ottobre nasceva così il trio The Jimi Hendrix Experience.
Con gli Experience ebbe un grande successo e realizzò tre album considerati dei classici del Rock: Are You Experienced, Axis: Bold as Love e Electric Ladyland. Inoltre partecipò al Monterey Pop Festival considerato l'apice del successo del trio. Nel 1969 Noel lasciò la Band a causa di dissidi vari con Hendrix e realizzò due album con un suo proprio gruppo: Fat Mattress.
Nel 1971 formò il trio Road, con Les Sampson alla batteria e Rod Richard alla chitarra. Tornato a vivere in Irlanda dove formò la Noel Redding Band, gruppo che restò unito fino al 1980, cui seguì un progetto acustico insieme a Carol Appleby fino al 1990.
In seguito ha partecipato a numerosi festival e ricorrenze ricevendo numerosi riconoscimenti per il contributo dato a Hendrix e agli Experience. Muore all'età di 57 anni nella sua abitazione a Clonakilty nella contea di Cork in Irlanda l'11 maggio 2003 in seguito a un'emorragia nell'esofago dovuta ad una cirrosi epatica.

## Discografia

### The Loving Kind
- Accidental Love/Nothing Can Change This Love(Piccadilly 7N 35299) 1966.
- I Love The Things You Do/Treat Me Nice (Piccadilly 7N 35318) 1966.
- Ain't That Peculiar/With Rhyme And Reason (Piccadilly 7N 35342) 1966.

### The Jimi Hendrix Experience
- Are You Experienced (1967) Polydor.
- Axis: Bold as Love (1967) Track.
- Electric Ladyland (1968) Track.
- Smash Hits (1968) Track.
- Radio One (1989) Castle Communications.
- BBC Sessions (1998) MCA.
- The Experience Sessions (2004) Image Entertainment.

### Fat Mattress
- Fat Mattress (1969) Polydor.
- Fat Mattress II (1970) Polydor.
- Naturally/Iridescent Butterfly (Polydor 56352) 1969.
- Magic Lanterns/Bright New Way (Polydor 56367) 1970.
- Highway/Black Sheep Of The Family (Polydor 2058 053) 1970.

### Road
- Road (1972) Natural Resources (sottodivisione della Motown)

### Noel Redding Band (alias The Clonakilty Cowboys)
- Clonakilty Cowboys (1975) RCA.
- Blowin (1976) RCA.
- Roller Coaster Kids/Snowstorm (RCA 2662).
- Take It Easy/Back On The Road Again (RCA PB 9026).

### Lord Sutch and Heavy Friends
- Lord Sutch and Heavy Friends (1970) Atlantic.

### Live con la Mick Taylor Band
- Little Red Rooster

### Live con la Redding, Bell & Coghlan
- Redding, Bell & Coghlan Live